# Детские сцены из жизни провинции
«Детские сцены из жизни провинции» (пол. Sceny dziecięce z życia prowincji) — польский фильм 1985 года режиссёра Томаша Зыгадло по роману Анджея Менцвеля «Widziane z dołu» являющемуся интерпретацией сюжета романа Стендаля «Красное и чёрное».

## Сюжет
Вступающий в жизнь молодой человек Юлиан С. стараниями своего знакомого старика Х. поступает в качестве репетитора сына бургомистра городка Фрытова. У него завязывается роман с женой бургомистра госпожой Р. Однако анонимные письма бургомистру об измене жены заставляют Юлиана уйти. Он уезжает в Варшаву, где, снова по рекомендации старика Х., поступает секретарём к господину М., вышедшему в отставку политику, пишущему мемуары. Здесь он пользуется доверием его жены госпожи М. и увлекается их дочерью Матильдой, которая расстаётся со своим женихом Юзеком, а вскоре беременеет. Юлиан планирует поговорить с отцом девушки и просить её руки, однако, в Варшаву приезжает госпожа Р. и рассказывает о прошлом Юлиана. Госпожа М. выгоняет Юлиана из дома несостоявшегося зятя. Юлиан решает отомстить своей бывшей любовнице, крадёт у железнодорожника пистолет…

## Съёмки
Место съёмок — город Ленчица (городская площадь, железнодорожная станция), а также Варшава.

## В ролях
В главных ролях:
- Дарюш Сятковский — Юлиан С.
- Эва Вишневская — госпожа Р., жена бурмистра
- Беата Палюх — Матильда М.
- Хенрик Биста — господин М., отец Матильды
- Бронислав Павлик — старик Х.

В остальных ролях:
- Ежи Треля — бурмистр Р.
- Леон Немчик — доктор В.
- Эугения Херман — госпожа М., мать Матильды
- Рената Кретувна — Ягода, секретарша бурмистра
- Влодимеж Мусял — отец Юлиана, столяр
- Влодзимеж Вишневский — товарищ Б.
- Ян Янковский — Кшиштоф, сын бурмистра
- Анджей Ференц — брат Матильды
- Славомир Ожеховский — Томек, друг Юлиана
- Яцек Борковский — Юзеф
- Йоланта Пентек-Гурецкая — Марлена
- Томаш Зыгадло — начальник Н.Н.
- Данута Ковальская — участница вечеринки
- Цезарий Моравский — участник вечеринки
- Яцек Стжемжальский — участник вечеринки
- Марцин Троньский — участник вечеринки
- Эва Бяла — участница вечеринки
- Томаш Ленгрен — пианист Томек, участник вечеринки
- Марцин Рогозиньский — милиционер в гражданском
- Юлиуш Любич-Лисовский — давний друг господина М.
- Тадеуш Теодорчик — библиотекарь
- Диана Штейн — невеста поклонника из провинции
- Здзислав Левандовский — заместитель начальника Здзихо
- Эва Кремпа — Теся, жена Томека